# United Leasing Championship
Het United Leasing Championship is een golftoernooi in de Verenigde Staten en het maakt deel uit van de Web.com Tour. Het toernooi werd opgericht in 2012 en wordt sindsdien telkens gespeeld op de Victoria National Golf Club in Newburgh, Indiana.
Het is een strokeplay-toernooi dat gespeeld wordt over vier ronden en na de tweede ronde wordt de cut toegepast.

## Geschiedenis
In 2012 werd het toernooi opgericht en de eerste editie werd gewonnen door de Amerikaan Peter Tomasulo. Hij won toen de play-off van de Zweed David Lingmerth.
Sinds 2012 is "Professional Transportation Inc." (PTI) de hoofdsponsor van dit toernooi.

## Winnaars
| Jaar | Winnaar           | Score | Score | Info                                                              |
| ---- | ----------------- | ----- | ----- | ----------------------------------------------------------------- |
| 2012 | Peter Tomasulo po | 277   | –11   | Won de play-off van David Lingmerth                               |
| 2013 | Ben Martin po     | 277   | –11   | Won de play-off van Ashley Hall, Joe Affrunti en Billy Hurley III |
| 2014 | Greg Owen         | 279   | –9    |                                                                   |

| Toernooirecord |  | po = winnaar na play-off |